# Ard Schenk
Adrianus Schenk, detto Ard (Anna Paulowna, 16 settembre 1944), è un ex pattinatore di velocità su ghiaccio olandese.
Ha partecipato a tre edizioni dei giochi olimpici invernali (1964, 1968 e 1972) conquistando complessivamente quattro medaglie.

## Palmarès
Olimpiadi
- 4 medaglie:
  - 3 ori (1500 m a Sapporo 1972, 5000 m a Sapporo 1972, 10000 m a Sapporo 1972)
  - 1 argento (1500 m a Grenoble 1968)

Mondiali - Completi
- 7 medaglie:
  - 3 ori (Oslo 1970, Göteborg 1971, Oslo 1972)
  - 2 argenti (Göteborg 1966, Oslo 1967)
  - 2 bronzi (Oslo 1965, Göteborg 1968)

Mondiali - Sprint
- 2 medaglie:
  - 2 bronzi (Inzell 1971, Eskilstuna 1972)

Europei
- 4 medaglie:
  - 3 ori (Deventer 1966, Innsbruck 1970, Davos 1972)
  - 1 argento (Heerenveen 1971)

Campionati olandesi
- 8 medaglie:
  - 3 ori (Amsterdam 1965, Amsterdam 1968, Deventer 1970)
  - 4 argenti (Deventer 1964, Deventer 1966, Amsterdam 1968, Amsterdam 1971)
  - 1 bronzo (Heerenveen 1969)